# Saas-Balen
Saas-Balen is een gemeente en plaats in het Zwitserse kanton Wallis, en maakt deel uit van het district Visp.
Saas-Balen telt 399 inwoners.